# Фофай

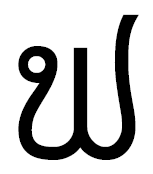

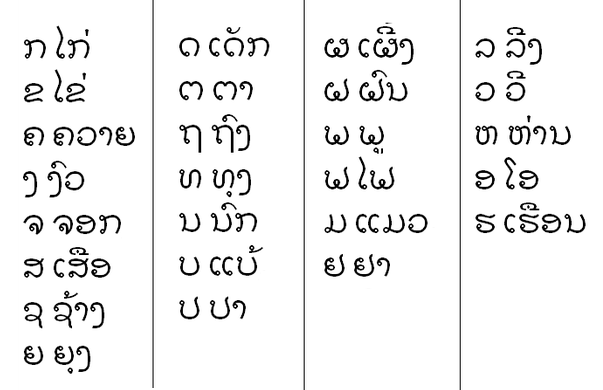
Алфавит

Фофай (лао. фай — огонь) — фо, 19-я буква лаосского алфавита, обозначает  глухой губно-зубной спирант. В слоге может быть только инициалью, относится к согласным аксонтам (нижний класс) и может образовать слоги, произносимые 2-м, 3-м, 4-м и 6-м тоном. В тайском алфавите соответствует 31-й букве фофан — ฟ, в туа-тхам проецируется на букву  , в шанском алфавите проецируется на букву  фафай -  .